# Chiasmia
Chiasmia là một chi bướm đêm thuộc họ Geometridae.

## Hình ảnh

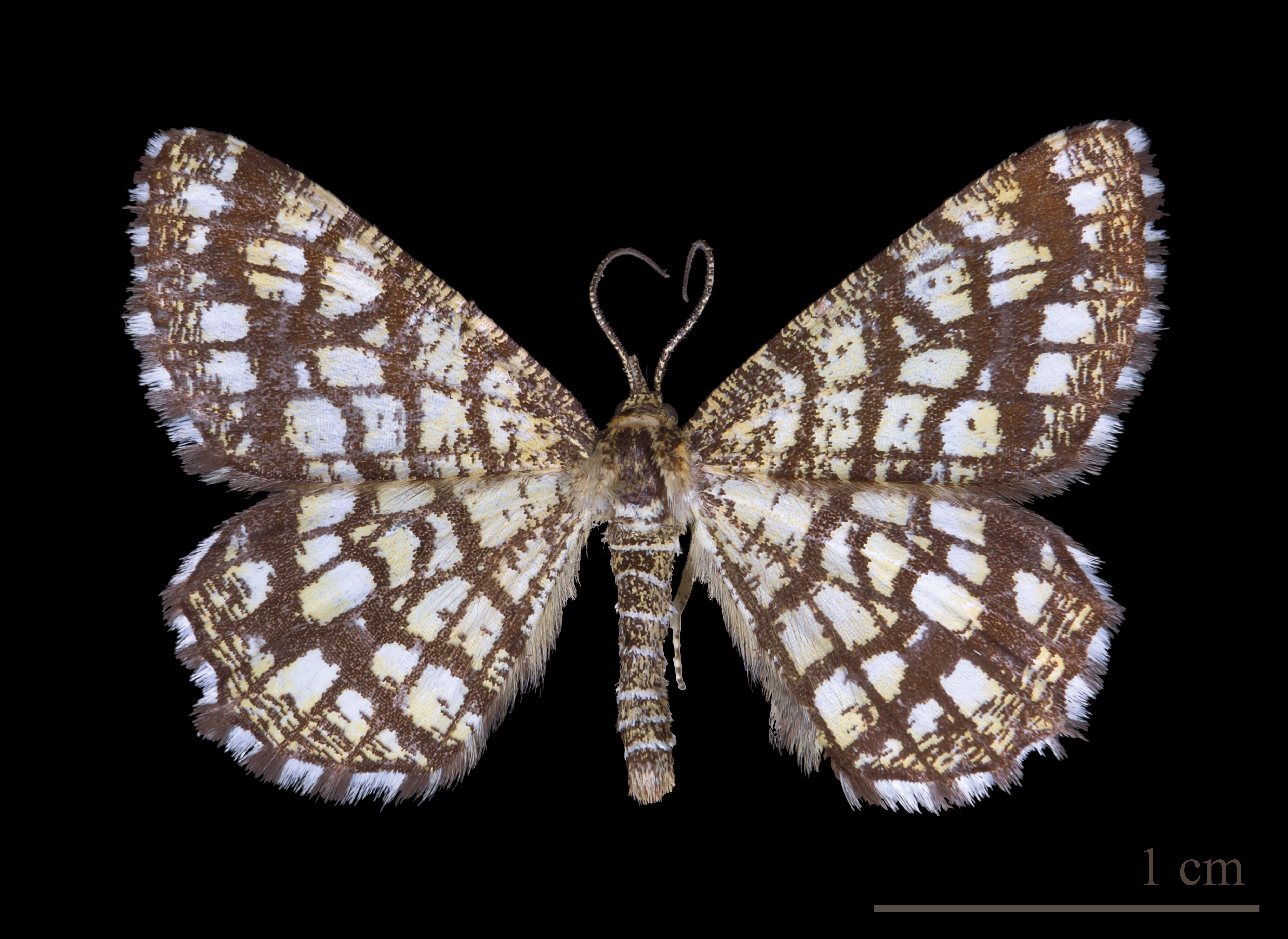
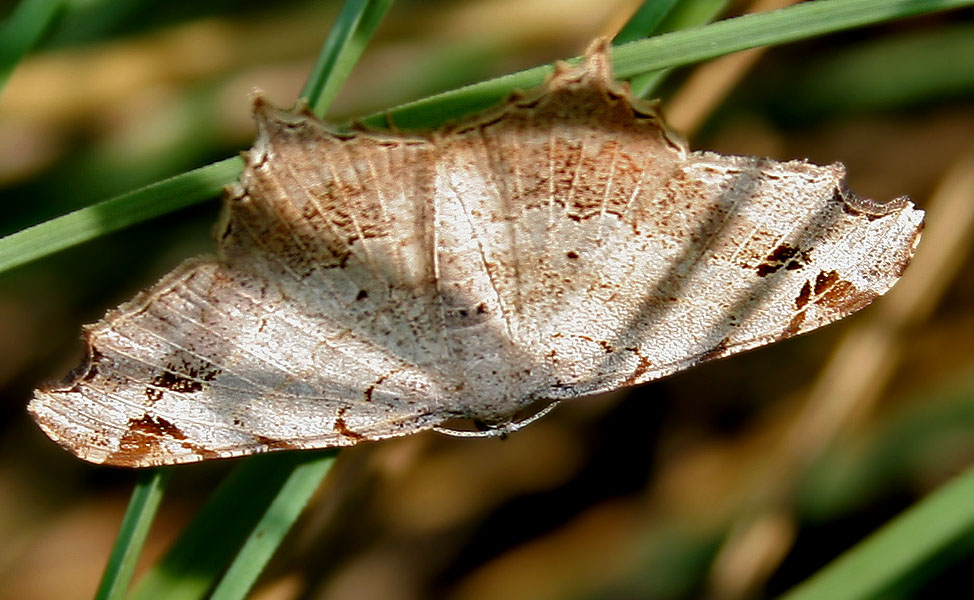

## Các loài
- Chiasmia aestimaria – Tamarisk Peacock
- Chiasmia clathrata – Latticed Heath (Linnaeus, 1758)
- Chiasmia marmorata Warren, 1897
- Chiasmia syriacaria